# Булдырь (село)
Булдырь — село в Чистопольском районе Татарстана. Входит в состав Булдырского сельского поселения.

## География
Находится в центральной части Татарстана на расстоянии приблизительно 11 км по прямой на востоко-северо-восток от районного центра города Чистополь на берегу Куйбышевского водохранилища.

## История
Известно с 1710 года. Упоминалось также как Рождественское (по церкви).

## Население
Постоянных жителей было: в 1782—313 душ мужского пола, в 1859—1526, в 1897—2407, в 1908—2728, в 1920—2579, в 1926—2530, в 1938—1952, в 1949—1388, в 1958—1103, в 1970—832, в 1979—463, в 1989—282, в 2002—187 (русские 94 %), 96 — в 2010.